# Chamillionaire
Hakeem Seriki (1979. november 29. –), ismertebb nevén Chamillionaire (a Chameleon és a Millionaire szó összevonásából) amerikai rapper, énekes, zenész, a Chamillitary Entertainment kiadó vezetője. 
A South Side Rap képviselője (ez a stílus rendkívül magas minőségű alapzenéjéről ismert). Chamillionaire az alapítója a Color Changin' Clicknek (továbbiakban CCC). 2007-ben Grammy-díjat nyert a Legjobb opera
-előadás (együttes vagy duó) kategóriában Ridin' című dalával, melyet Krayzie Bone-nal közösen adott elő. A Ridin' két hétig listavezető volt az USA-ban, és a legtöbben vásárolták meg csengőhangként (3 millió eladott példány). Egykori tagja a Swishahouse nevű kiadónak, melyet Michael 5000 Watts vezet. 

## Fiatalkora
Hakeem Seriki 1979. november 29-én született Washingtonban. Apja afrikai emigráns, anyja afro-amerikai. Négy éves korában költözött a családja délre, Houstonba. Mielőtt belevágott volna a zenészkedésbe, minden típusú munkát elvállalt.

## Zenei karrier
Zenei karrierjét mixtape-pel kezdte még 1998-ban. Később őt és Paul Wall-t meghívta Michael 5000 Watts. Ők énekelték 5000 Watts rádióadásának intróját a houstoni KBXX-FM nevű rádióban, majd Michael 5000 Watts meghívta őket a Swishahouse-ba. Chamillionaire és Paul Wall ekkor alapította meg a CCC-t. 2002-ben kiadták első nagy lemezüket, a Get Ya Mind Correct-et, melyből legalább 150.000 példány kelt el. A Source magazin jelölte a lemezt a legjobb album-kategóriában 2002-ben.

## 2005–2006: Sound of Revenge
Ez Chamillionaire első szóló-nagylemeze, melyet a Universal Records és a Chamillitary Entertainment adott ki 2005 novemberében. Az album a 10. helyen nyitott a Billboard 200-as listáján. Az album első dala a "Turn It Up" volt, melyet Lil' Flip-pel együtt adott elő, és Scott Storch rendezte. Ezt követte a Ridin', melyben Krayzie Bone-nal, a Bone Thugs-n-Harmony énekesével szerepel. Az ebből készült videót a legjobbnak ítélték a 2006-os MTV Music Video Awardson. A dalból paródia is készült "White and Nerdy" címmel, Weird Al Yankovich előadásában; a dal a Straight Outta Lynwood című albumon található. A harmadik dal az albumban pedig a Grown and Sexy.
Az album bónusz CD-jén található a Grind Time című dal, mely az NBA Live 2006 nevű játékban is szerepel. Az album a RIAA osztályozása szerint elérte a platina minősítést. Kiadták az album ún. chopped and screwed változatát is. Az albumon olyan neves előadók szerepelnek, mint Lil' Flip, Natalie, Krayzie Bone, Bun B, Lil' Wayne, Pastor Troy, Killer Mike, Scarface vagy Rasaq. Chamillionaire az album sikere miatt olyan előadóktól kapott felkérést, mint például Ciara, Frankie J, Trick Daddy, Jibbs vagy a Three 6 Mafia.

## 2007-től napjainkig: Ultimate Victory
Chamillionaire 2007. szeptember 18-án kiadta második szólóalbumát, melynek címe Ultimate Victory. Ezen a korongon meghívottként olyan előadók szerepelnek, mint például a UGK, Krayzie Bone, Famous, Tony Henry, Devin The Dude és Lloyd. Az első dal erről a lemezről a "Hip Hop Police" lett, melyet Slick Rick-kel, a híres old school rapperrel adott elő. A videóklipben pedig a CBS televízió egyik show-ját parodizálja ki. Ezt az "Evening News" követte.
Chamillionaire meghívta a Chamillitary Entertainment-be a CCC egykori előadóját, Yung Ro-t. Egy közös albumon, melynek később a Money, Power and Fame nevet adták pedig együtt dolgozott vele és Famous-szel. Ezután a Chamillitary Entertainment-en belül Tony Henry-vel hozott létre egy alkiadót Chamillitary Soul néven.

## Diszkográfia

### Nagylemezek
- The Sound of Revenge (2005)
- The Ultimate Victory (2007)
- Venom  (2011-????)

### Közös albumok
- Get Ya Mind Correct (Paul Wall-al, 2002)
- Controversy Sells (Paul Wall-al, 2005)
- Chamillitary (Color Changin' Click-kel, 2005)
- Money, Power and Fame (Famous-al és Yung Ro-val, 2009)

### Gyűjtések
- Greatest Hits (2003)
- Best of… Continued (2005)
- Greatest Hits 2 (2005)
- Best of… Continued Part 2 (Judge Dredd-el és Stat Quo-val 2006)

### Mixtape-k
- Mixtape Messiah (2004)
- Houston We Have a Problem (DJ Obscene-nel, 2005)
- The Truth(DJ Whoo Kid-del, 2005)
- Tippin' Down 2005 (The Color Changin' Click-kel, 2005)
- Late Summer 2k5 (OG Ron C-vel, 2005)
- What It Dew"(DJ Rapid Ric-kel, 2005)
- Big Business(Stat Quo-val, 2005)
- Man on Fire (2005)
- Mixtape Messiah 2 (2006)
- Mixtape Messiah 3 (2007)
- Mixtape Messiah 4 (2008)
- Mixtape Messiah 5 (2008)
- Mixtape Messiah 6 (2009)
- Hangin' Wit' MR. KOOPA(2009)
- Mixtape Messiah 7 (2009 aug. 04.)
- Major Pain(2009)

## Díjak, jelölések
```
          - American Music Awards: 2006, Favourite Breaktrought Artist (jelölt)
          - BET Awards: 2006, Best New Artist (jelölt)
          - BET Hip-Hop Awards: 2006, Hip-Hop Track of The Year ("Ridin'") (Krayzie Bone-nal) (jelölt)
                                2006, Rookie of the Year 
(nyertes)

                                2006, Hip-Hop MVP (jelölt)
                                2006, Best Collaboration ("Ridin'") Krayzie Bone-nal (jelölt)
                                2006, Viewer's Choice (People's Champ Award) 
(nyertes)

                                2007, Best Hip-Hop Video ("Hip Hop Police") Slick Rick-kel (jelölt)
          - Grammy Awards: 2007, Best Rap Song ("Ridin'") Krayzie Bone-nal (jelölt)
                           2007, Best Rap Performance by a Duo or Group ("Ridin'") Krayzie Bone-nal 
(nyertes)

          - MTV VMAs: 2006, Best Rap Video ("Ridin'") Krayzie Bone-nal 
(nyertes)

          - Ozone Awards: 2006, Best Video ("Ridin'") Kyrayzie Bone-nal 
(nyertes)

                          2007, Best Video ("Dope Boy Fresh") with Three 6 Mafia (jelölt)
                          2008, Best Video ("Hip Hop Police") with Slick Rick (jelölt)
                          2008, Best Mixtape/Street Album ("Mixtape Messiah 3") 
(nyertes)

          - People's Choice Award: 2006, Favorite Hip Hop Song ("Ridin') Krayzie Bone-nal (jelölt)
```